# Hogna sternalis
Hogna sternalis este o specie de păianjeni din genul Hogna, familia Lycosidae. A fost descrisă pentru prima dată de Bertkau, 1880. Conform Catalogue of Life specia Hogna sternalis nu are subspecii cunoscute.